# Hibera
Hibera o Ciudad Ibera fue una ciudad ibera de la tribu de los ilercavones, situada en el tramo final del Ebro, destruida durante la segunda guerra púnica. Tito Livio la menciona como cercana al río, pero no dice exactamente dónde estaba, si bien del contexto se deduce que estaba cerca de la costa. 
En una moneda romana del tiempo de Augusto se la menciona como Mun. Hibera Julia y, por detrás, Ilercavonia, básicamente lo mismo que se aprecia en una moneda del tiempo de Tiberio, pero con el añadido DERT, por lo que se la identifica con Dertosa (hoy Tortosa) o sus alrededores, hacia las poblaciones de Amposta o San Carlos de la Rápita, por el que su puerto habría sido tal vez el puerto de Los Alfaques (Alfacs o puerto de las mandíbulas).